# Kevin Hart
Pour les articles homonymes, voir Hart.
Kevin Hart est un humoriste, acteur, scénariste et producteur américain né le 6 juillet 1979 à Philadelphie, en Pennsylvanie. Considéré comme l'un des rois du rire américains, il est révélé par le stand-up et connaît, depuis, d'importants succès au box-office.
En 2015, il intègre la liste des 100 personnes les plus influentes du monde selon le Time magazine. En 2017, il intègre la liste des 100 célébrités les plus riches selon le magazine Forbes.

## Biographie

### Jeunesse et formation
Kevin Hart grandit avec sa mère et son grand-frère. Il n'est pas élevé par son père, qui est cocaïnomane et fait des séjours réguliers en prison.
Il est diplômé de la George Washington High School (en) à Philadelphie et suit les cours de l'université Temple durant deux années.

### Carrière

#### Débuts, seconds rôles et révélation par le stand-up
Hart travaille comme vendeur de chaussures avant de devenir acteur et humoriste.
Après avoir commencé sa carrière dans le stand-up, il intègre des compétitions qui lui permettent de traverser le Massachusetts. S'inspirant de comédiens tels que Chris Tucker, Bill Cosby et Chris Rock, il tourne ses failles et ses doutes en dérision en sensibilisant ainsi son public naissant.
Parallèlement, il joue des rôles mineurs dans des séries télévisées, dont la plupart sont inédites en France, se démarque seulement une poignée d'épisodes de la série Les Années campus.

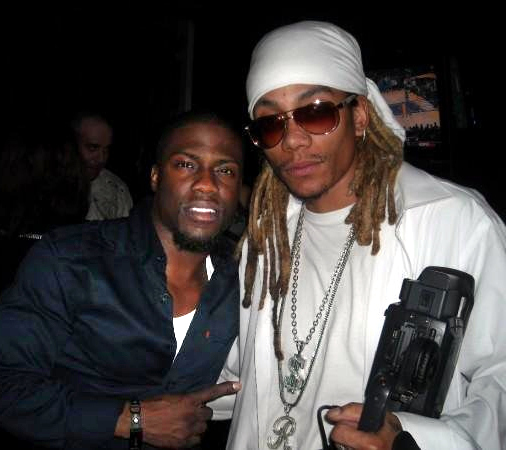
Aux côtés de Charles M. Robinson, en 2009.

En 2008, Hart apparaît dans un clip de Three 6 Mafia pour Lolli Lolli (Pop That Body). En 2009, on le voit dans une série de publicités pour eBay. À cette période, il développe sa carrière au cinéma, jouant dans de nombreux longs métrages : les grotesques comme Big Movie et Super Héros Movie, le film d'aventure L'Amour de l'or, la comédie Appelez-moi Dave portée par Eddie Murphy, ou les comédies américaines Panique aux funérailles et Mon beau-père et nous. Ces deux dernières productions lui permettant de donner la réplique à des vedettes comme Robert De Niro, Zoe Saldana, Martin Lawrence, Tracy Morgan ou Danny Glover.
Il a fait plusieurs one-man-shows pour la chaîne Comedy Central, dont I'm a Grown Little Man, durant l'année 2009, Sérieusement Drôle en 2010 et Rire de ma douleur en 2011. C'est à cette période qu'il enchaîne alors les grandes tournées pour promouvoir ses spectacles. L'un d'entre eux est d'ailleurs considéré comme l'un des plus vendeurs de l'année 2011.

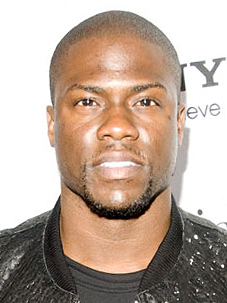
Lors de l'avant-première de Think Like a Man, à Chicago, en avril 2012.

En 2010, il apparaît dans des publicités pour la marque Nike Air Jordan aux côtés de Dwyane Wade. Hart est un invité régulier des émissions-débat de la télévision américaine comme E! et Chelsea Lately (en). Le 26 juin 2011, il a présenté les BET Awards 2011.
En 2012, il connaît un important succès au box-office, en étant l'un des premiers rôles de Think Like a Man, une comédie emmenée par un large casting de vedettes afro-américaines comme Taraji P. Henson, Gabrielle Union, Michael Ealy et Regina Hall. Adaptée du livre Act Like a Lady, Think Like a Man, écrit par le célèbre humoriste-animateur radio Steve Harvey, et inspiré par sa rubrique Strawberry Letters de son émission radio The Steve Harvey Morning Show. Le film est un véritable succès aux États-Unis avec 33 636 303 dollars lors du premier weekend pour un budget d'environ 13 millions de dollars. Le film dépasse les 60 millions de dollars après 10 jours d'exploitation américaine. Il reprendra son rôle pour la suite, en 2014, Think Like a Man Too, toujours entouré du casting initial.
Dans le même temps, en dépit de quelques pilotes non retenus, il parvint à jouer dans des séries plus exposées comme Modern Family, Workaholics, Second Generation Wayans ou Conan.

#### Confirmation et succès commerciaux
En 2014, il partage la vedette de la comédie d'action Mise à l'épreuve de Tim Story avec Ice Cube. En dépit de critiques mitigées, le film rencontre un franc succès au box-office et une suite est alors mise en chantier. Le second volet, sort lui en 2016, la critique est encore plus mauvaise, mais les performances se confirment et un troisième opus est alors annoncé.
Entre-temps, il enfile la casquette de producteur et produit le spectacle de Lil Rel Howery ainsi que le film biographique Miles Ahead qui met en vedette Don Cheadle, Ewan McGregor et Michael Stuhlbarg. C'est un portrait du trompettiste de jazz Miles Davis (1926-1991) et la première réalisation de Don Cheadle.

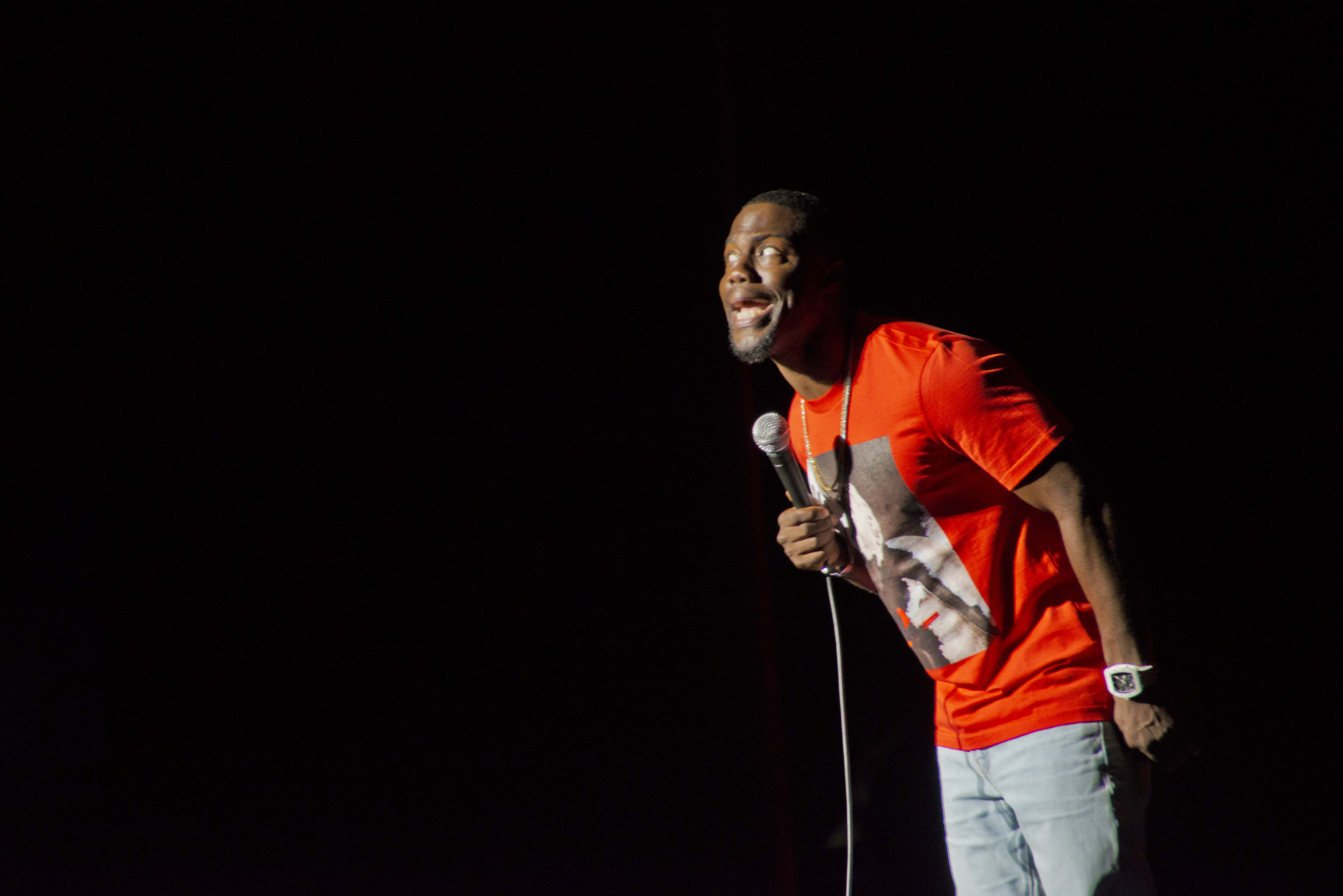
L’humoriste, sur scène, en 2014.

En 2015, il présente une publicité de prêt-à-porter pour la marque Hennes & Mauritz (H&M) accompagné du footballeur David Beckham. En parallèle de sa carrière, Kevin Hart est un athlète émérite dans le monde du Fitness. Il fait commercialiser, en partenariat avec Nike, une collection de chaussures Hustle Hart. Après des ventes records, il décide de s'associer avec Quentin Debergh, Designer et Sportif français pour lancer la deuxième version des Hustle Hart pour 2018[réf. nécessaire].
L'année 2015 est controversée, il est élu Star comique de l'année par l'organisation National Association of Theatre Owners et il reçoit un prix Comedic Genius Award lors de la cérémonie populaire des MTV Movie & TV Awards. Mais il est aussi à l'affiche de deux échecs : les comédies Témoin à louer et En taule : Mode d'emploi, dont les critiques sont majoritairement catastrophiques,. Cependant, les deux productions décrochent la seconde place du box-office américain au moment de leurs sorties,.
Le 10 octobre 2016, Kevin Hart reçoit son étoile sur le Hollywood Walk of Fame à Los Angeles. Certains de ses amis tels que Ice Cube ou Halle Berry mais également sa famille étaient présents lors de la cérémonie d’inauguration. Il est la 2 591e personnalité à recevoir son étoile sur la célèbre avenue,. En plus du succès de Mise à l'épreuve 2, cette-année-là, il est aussi à l'affiche de deux performances au box office,. Avec la comédie d'action Agents presque secrets et le film d'animation dont il assure un doublage, Comme des bêtes.

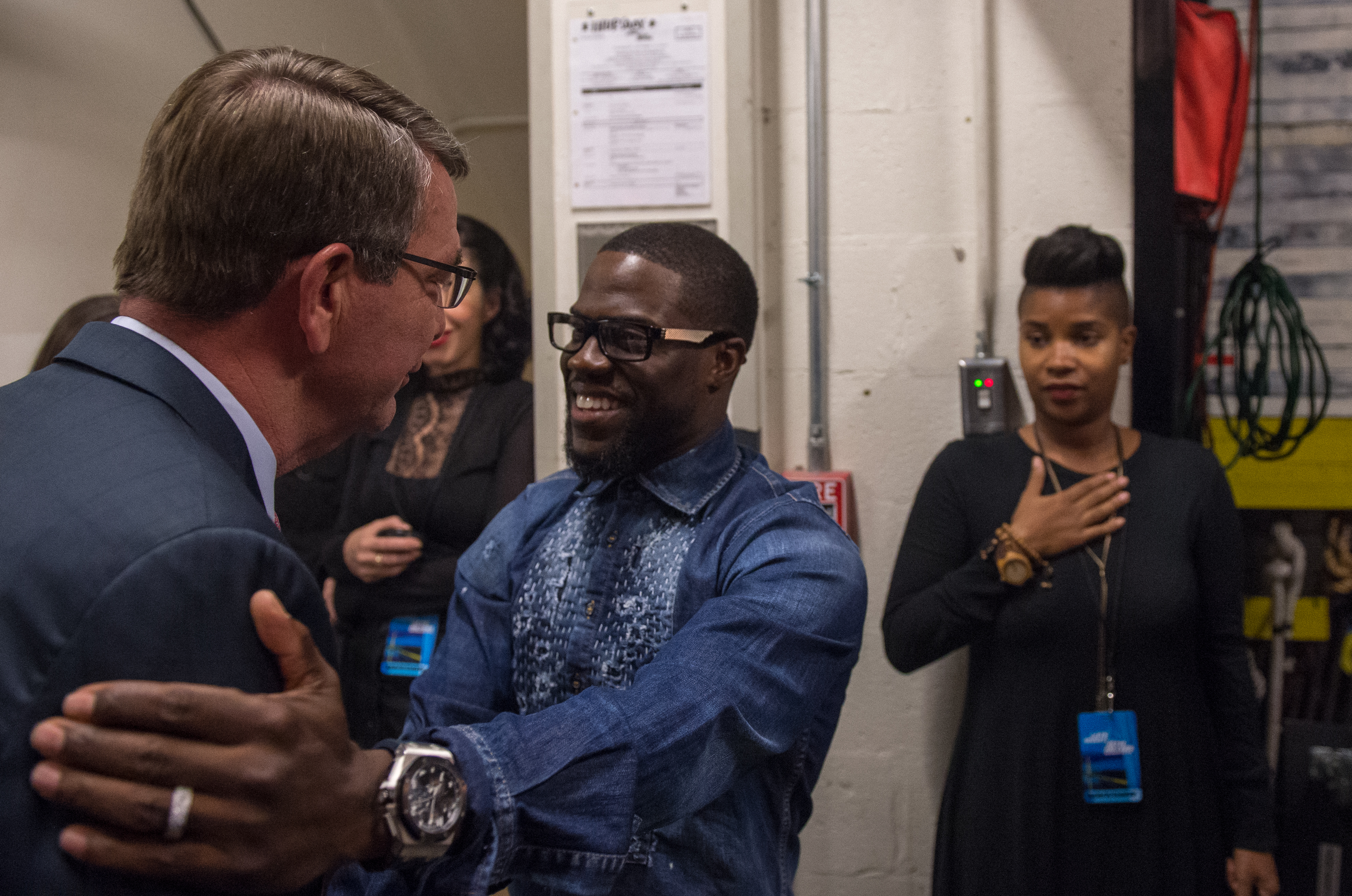
Rencontre avec le secrétaire à la Défense des États-Unis, Ashton Carter, en octobre 2016.

En mai 2017, il est devenu un partenaire et un ambassadeur de Pokerstars. En effet, l'acteur est un fervent joueur de poker et prend aussi part au PokerStars Championship aux Bahamas. La même année, il publie sa biographie intitulée I Can't Make This Up: Life Lessons, qui retrace son parcours, notamment sa tournée à travers le monde qui l'amène à donner plus de 100 représentations, en 12 mois, pour des revenus estimés en moyenne à 1 million de dollars par spectacle. En fin d'année, l'acteur cartonne avec l'immense succès de Jumanji : Bienvenue dans la jungle dont il est l'une des vedettes, retrouvant pour l'occasion Dwayne Johnson, avec qui il a déjà partagé le succès d'Agents presque secrets.
En 2018, il écrit, produit et joue le premier rôle dans la comédie Back to School de Malcolm D. Lee aux côtés de la révélation comique féminine de Girls Trip, Tiffany Haddish. Le film prend la première place du box-office américain à sa sortie,. La même année, l'acteur confirme ses ambitions de réalisateur mais estime qu'il doit d'abord faire ses preuves en tant que producteur, notamment par le biais de sa société de production HartBeat Productions. Devenu le premier comédien à afficher complet dans un stade de football américain (Lincoln Financial Field), il réalise son rêve français de se produire sur la mythique scène de l'Olympia (Paris) pour une unique représentation.
Dans le même temps, il joue dans le remake du film français Intouchables (2011) d'Olivier Nakache et Éric Toledano, The Upside aux côtés de Bryan Cranston sous la direction de Neil Burger,. Sa popularité est à son apogée cette année-là, et la FOX fait alors appel à l'humoriste pour créer une série animée sur son enfance intitulée Lil Kev. Il est présenté au Festival international du film de Toronto 2017, mais ne sort dans les salles qu'en 2019 en raison de l'affaire Harvey Weinstein, sa société The Weinstein Company produisant le film. Cependant, il  est un succès, obtient des critiques positives, saluant sa prestation, ainsi que celle de Bryan Cranston, tout en récoltant plus de 122 millions de dollars de recettes.

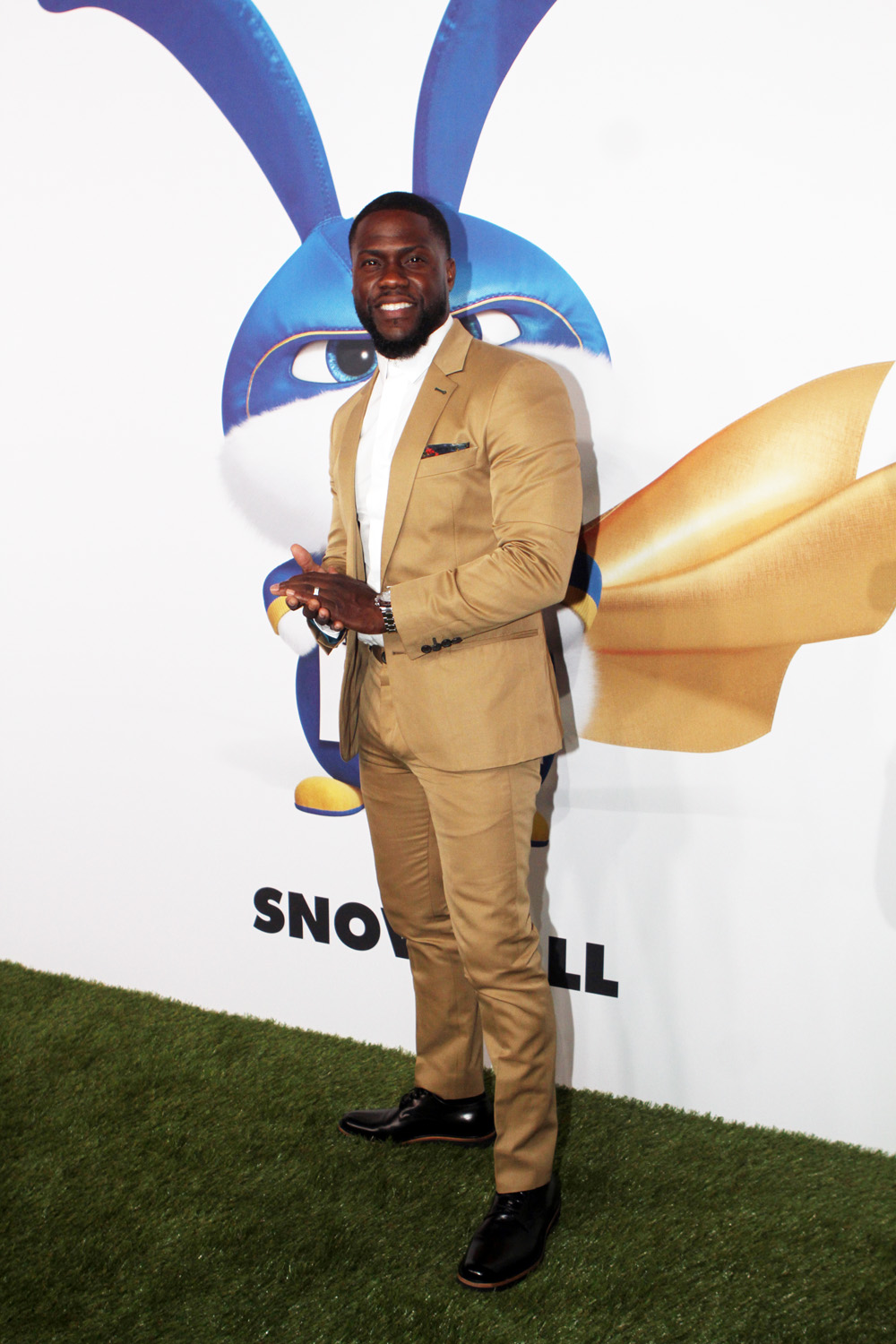
Lors de l'avant première de Comme des bêtes 2, en 2019.

En décembre 2018, il est annoncé pour présenter la 91e cérémonie des Oscars du cinéma, succédant à Jimmy Kimmel. Il y renonce quelques jours après, à cause d'anciens tweets homophobes.
En 2019, il re-prête sa voix au personnage de Snowball pour le film d'animation Comme des bêtes 2, qui obtient des critiques positives, tout en accumulant 425 millions de dollars de recettes.
En 2022, il prête sa voix à l’un des personnages dans le film d’animation à succès Krypto et les Super-Animaux, aux côtés de Dwayne Johnson et Keanu Reeves, qui obtient d’excellentes critiques mondiales,. Le film est un succès, reçoit des critiques positives et arrive no 1 au box-office.
En février 2023, accusé d’« afrocentrisme » Kevin Hart est privé de scène en Égypte.

## Vie privée
Le 22 mai 2003, Kevin Hart épouse en premières noces Torrei Skipper,. Ensemble, ils ont deux enfants : Heaven Leigh Hart (née le 22 mars 2005) et Hendrix Hart (né le 8 novembre 2007). Le couple se sépare en 2010 en raison des infidélités de l'acteur et leur divorce est prononcé en novembre 2011,. Le 13 août 2016, Kevin Hart se remarie avec le mannequin Eniko Parrish, six ans après leur rencontre. Cette dernière met au monde un petit garçon nommé Kenzo Kash Hart le 21 novembre 2017.
La même année, il est victime d'un important cambriolage dans sa propriété de Los Angeles. 
En août 2017, il est victime d'un chantage sexuel qui le contraint à avouer son infidélité. Le maître chanteur lui réclamait plusieurs millions de dollars contre une sextape,,. L'année suivante, il s'associe au United Negro College Fund (UNCF). Il s'agit d'un des plus grands fournisseurs de bourses d'études pour les étudiants afro-américains aux États-Unis. L'acteur débourse alors 600 000 dollars pour financer 18 étudiants d'universités privées dont les frais de scolarité sont beaucoup plus élevés que les universités publiques.
Kevin Hart est grièvement blessé en 2019 lors d'un accident de voiture à Malibu (Californie). Il doit alors faire de la physiothérapie.

## Filmographie

### Cinéma

#### Longs métrages
- 2002 : Paper Soldiers de David Daniel et Damon Dash : Shawn
- 2003 : Death of a Dynasty de Damon Dash : P diddy / Cop 1 / Le coach de Dance
- 2003 : Scary Movie 3 de David Zucker : CJ
- 2004 : Polly et moi de John Hamburg : Vic
- 2004 : Soul Plane de Jessy Terrero : Nashaw
- 2005 : In the Mix de Ron Underwood : Busta
- 2005 : 40 ans, toujours puceau de Judd Apatow : un client de Smart Tech (VF : Emmanuel Garijo)
- 2006 : Scary Movie 4 de David Zucker : CJ
- 2006 : 2007 : Big Movie de Jason Friedberg et Aaron Seltzer : Silas
- 2008 : L'Amour de l'or d'Andy Tennant : Bigg Bunny
- 2008 : Drillbit Taylor, garde du corps de Steven Brill : l'employé du Pawn Shop
- 2008 : Super Héros Movie de Craig Mazin : Trey
- 2008 : Appelez-moi Dave de Brian Robbins : Numéro 17
- 2008 : Extreme Movie d'Adam Jay Epstein et Andrew Jacobson : Barry
- 2009 : Les Liens sacrés de Bill Duke : Tree
- 2010 : Panique aux funérailles de Neil LaBute : Brian
- 2010 : Mon beau-père et nous de Paul Weitz : l'infirmier Louis
- 2010 : Something Like a Business de Russ Parr : JoJo
- 2011 : 35 and Ticking de Russ Parr : Cleavon
- 2011 : Let Go de Brian Jett : Kris
- 2012 : Cinq Ans de réflexion : Doug
- 2012 : Think Like a Man de Tim Story : Cedric
- 2012 : Exit Strategy de Michael Whitton : Mannequin Head
- 2013 : C'est la fin d'Evan Goldberg et Seth Rogen : lui-même
- 2013 : Match retour de Peter Segal : Dante Slate Jr.
- 2014 : Mise à l'épreuve de Tim Story : Ben Barber
- 2014 : About Last Night de Steve Pink : Bernie
- 2014 : Think Like a Man Too de Tim Story : Cedric
- 2014 : Top Five de Chris Rock : Charles
- 2015 : Témoin à louer de Jeremy Garelick : Jimmy Callahan / Bic
- 2015 : En taule : Mode d'emploi de Etan Cohen : Darnell
- 2016 : Mise à l'épreuve 2 de Tim Story : Ben Barber
- 2016 : Agents presque secrets de Rawson Marshall Thurber : Calvin Joyner / Golden Jet
- 2016 : Comme des bêtes de Chris Renaud et Yarrow Cheney : Pompon (voix originale)
- 2017 : Capitaine Superslip de David Soren : George (voix)
- 2017 : Sous un autre jour de Neil Burger : Dell Scott
- 2017 : Jumanji : Bienvenue dans la jungle de Jake Kasdan : Franklin "Mouse" Finbar
- 2018 : Back to School de Malcolm D. Lee : Teddy Walker (également producteur et scénariste)
- 2019 : Comme des bêtes 2 de Chris Renaud : Pompon (voix originale)
- 2019 : Fast and Furious: Hobbs and Shaw (Fast and Furious Presents: Hobbs and Shaw) de David Leitch : Air Marshal Dinley
- 2019 : Jumanji : Next Level de Jake Kasdan : Franklin « Mouse » Finbar
- 2021 : Un papa hors pair (Fatherhood) de Paul Weitz : Matthew « Matt » Logelin (également producteur)
- 2022 : The Man from Toronto de Patrick Hughes : Teddy Jackson
- 2022 : Me Time : Enfin seuls ? de John Hamburg : Sonny
- 2022 : DC League of Super-Pets de Jared Stern : Ace le Bat-Chien, le chien de Batman, et Robin (voix)
- 2023 : Back on the Strip de Chris Spencer : Uptight Dad
- 2024 : En plein vol (Lift) de F. Gary Gray : Cyrus Whitaker

- 2024 : Borderlands d'Eli Roth : Roland

#### Courts métrages
- 2015 : H&M's I, Beckham de Fredrik Bond : Kevin
- 2016 : H&M's the Road Trip de Fredrik Bond : Kevin
- 2018 : Night School: Dream Team d'Ira Rosensweig : Kevin

### Télévision

#### Téléfilms
- 2001 : North Hollywood de Judd Apatow : Kevin Heart
- 2019 : Kevin Hart's Guide to Black History de Tom Stern (également producteur)

#### Séries télévisées
- 2002 : Class of' 06 : Tony (pilote non retenu)
- 2002 - 2003 : Les Années campus : Luke (3 épisodes)
- 2004 : The Big House : Kevin (5 épisodes)
- 2005 : Barbershop : James Ricky (3 épisodes)
- 2005 : Dante : (pilote non retenu)
- 2005 - 2006 : Jake in Progress : Nugget Dawson (2 épisodes)
- 2006 : Love, Inc. : James (2 épisodes)
- 2006 : Help Me Help You : Kevin (1 épisode)
- 2007 : All of Us : Greg (1 épisode)
- 2007 : The Weekend : Miles (pilote non retenu)
- 2009 : Party Down : Dro Grizzle (1 épisode)
- 2009 : Kröd Mändoon and the Flaming Sword of Fire : Zezelryck (6 épisodes)
- 2010 : Cubed : Agent de sécurité (1 épisode)
- 2010 : Untitled Burr and Hart Project : Kevin (pilote non retenu)
- 2011 : Little in Common : Ty Burleson (pilote non retenu)
- 2011 - 2012 : Modern Family : Andre (2 épisodes)
- 2012 : Workaholics : Kevin (1 épisode)
- 2013 : Second Generation Wayans : Lui-même (1 épisode)
- 2013 : Conan : Share A Lyft Car with Ice Cube and Conan (1 épisode)
- 2014 : CollegeHumor Originals : lui-même (1 épisode)
- 2014 : Keep It Together : (pilote non retenu, également producteur et scénariste)
- 2020 : Die Hart :  lui-même
- 2021 : La Réalité en face (Netflix) : Kid
- 2024 : Die Hart 2 : lui-même

### Clips vidéo
- 2012 : Think Like a Man de Jennifer Hudson feat. Ne-Yo et Rick Ross
- 2014 : Can You Do This d'Aloe Blacc
- 2016 : Push It On Me de lui-même feat. Trey Songz
- 2018 : Kevin's Heart de J. Cole

### Animateur
- 2018 : TKO: Total Knock Out (série télévisée, 8 épisodes, également producteur, scénariste et créateur)

### Réalisateur
- 2012 : Hail Mary de Trey Songz feat. Young Jeezy et Lil Wayne (clip vidéo)
- 2017 : Laugh Out Loud by Kevin Hart (série télévisée, également producteur et scénariste)

### Producteur
- 2013 - 2016 : Real Husbands of Hollywood (série télévisée, 51 épisodes)
- 2014 : Keith Robinson - Back of the Bus Funny (stand-up)
- 2014 : Plastic Cup Boyz (stand-up, également scénariste)
- 2015 : Lil Rel Howery : RELevent (stand-up)
- 2015 : Miles Ahead de Don Cheadle (long métrage)
- 2016 - 2017 : Hart of the City (série télévisée, également scénariste et créateur)
- 2017 : Campus Law (série télévisée, 8 épisodes)
- 2017 : Dead House (série télévisée, 6 épisodes)
- 2017 : The Next Level (série télévisée, 13 épisodes - également créateur)
- 2017 : Hart's Cold as Balls (série télévisée)
- 2018 : Mo Funny, Mo Laughs (série télévisée)
- 2018 : TKO : Total Knock Out (série télévisée, 8 épisodes, également scénariste et créateur)
- 2019 : The Donors (série télévisée, 6 épisodes - également scénariste)
- 2019 : Kevin Hart's Laugh Out Loud (émission de télévision)
- 2019 : Kevin Hart : Don't F**ck this up (série télévisée, 6 épisodes)
- 2024 : En plein vol (Lift) de F. Gary Gray

### Scénariste
- 2004 : Comedy Central Presents (scénariste de 1 épisode)
- 2006 : Def Comedy Jam (scénariste de 1 épisode)
- 2009 : Juste pour rire (scénariste de 1 épisode)
- 2010 : Chocolate Sundaes Comedy Show : Live on Sunset Strip! de Kurt MacCarley (vidéofilm)

## Stand-up
- 2009 : Kevin Hart : I'm a Grown Little Man de Shannon Hartman (également producteur et scénariste)
- 2010 : Kevin Hart : Seriously Funny de Shannon Hartman (également producteur et scénariste)
- 2011 : Kevin Hart : Laugh at My Pain de Leslie Small et Tim Story (également producteur et scénariste)
- 2013 : Kevin Hart : Let Me Explain de Leslie Small et Tim Story (également producteur et scénariste)
- 2017 : Kevin Hart : What Now? de Leslie Small et Tim Story (également producteur et scénariste)
- 2019 : Kevin Hart : Irresponsible de Leslie Small (également producteur)
- 2020 : Kevin Hart : Zero F**cks Given de Leslie Small (également producteur)

## Distinctions
Sauf indication contraire ou complémentaire, les informations mentionnées dans cette section proviennent de la base de données IMDb.
- Depuis le 10 octobre 2016, il possède sa propre étoile sur le célèbre Walk of Fame (Hollywood).

### Récompenses
- BET Awards 2012 : meilleur acteur pour Kevin Hart : Laugh at My Pain
- Acapulco Black Film Festival 2014 : Artiste de l'année
- NAACP Image Awards 2014 :
  - meilleur acteur dans une série télévisée comique pour Real Husbands of Hollywood
  - Entertainer of the Year Award
- 16e cérémonie des Teen Choice Awards 2014 : meilleur acteur dans un film comique pour Mise à l'épreuve
- CinemaCon 2015 : Star comique de l'année
- MTV Movie & TV Awards 2015 : Comedic Genius Award
- People's Choice Awards 2016 : acteur de film comique préféré
- 18e cérémonie des Teen Choice Awards 2016 : meilleur acteur dans un film d'été pour Agents presque secrets
- Kids' Choice Awards 2017 : 
  - méchant préféré pour Comme des bêtes
  - meilleure alchimie à l'écran pour Agents presque secrets, prix partagé avec Dwayne Johnson
- People's Choice Awards 2017 : acteur de film comique préféré
- Prix Mark Twain 2023 : ensemble de sa carrière dans l’humour américain

### Nominations
- Teen Choice Awards 2004 : révélation télévisuelle masculine pour The Big House
- BET Comedy Awards 2005 : Platinum Mic Viewers Choice Award
- 14e cérémonie des Teen Choice Awards 2012 : meilleur voleur de vedette dans un film pour Think Like a Man
- BET Awards 2014 :
  - meilleur acteur pour Real Husbands of Hollywood
  - meilleur acteur pour About Last Night
  - meilleur acteur pour Mise à l'épreuve
- MTV Movie & TV Awards 2014 : 
  - meilleur duo à l'écran pour Mise à l'épreuve, nomination partagée avec Ice Cube
  - meilleure performance comique pour Mise à l'épreuve
- 16e cérémonie des Teen Choice Awards 2014 :
- meilleure alchimie à l'écran pour Mise à l'épreuve, nomination partagée avec Ice Cube
- meilleur comédien
- BET Awards 2015 : 
  - meilleur acteur pour Top Five
  - meilleur acteur pour Real Husbands of Hollywood
  - meilleur acteur pour Think Like a Man Too
  - meilleur acteur pour Témoin à louer
- Image Awards 2015 : meilleur acteur dans une série télévisée comique pour Real Husbands of Hollywood
- MTV Movie & TV Awards 2015 : meilleure performance comique pour Témoin à louer
- MTV Movie & TV Awards 2016 : meilleure performance comique pour Mise à l'épreuve 2
- 18e cérémonie des Teen Choice Awards 2016 : meilleur acteur dans un film comique pour Mise à l'épreuve 2
- Black Reel Awards for Television 2017 : meilleur acteur dans une série télévisée comique pour Real Husbands of Hollywood
- Image Awards 2017 : 
  - meilleur acteur dans une série télévisée comique pour Real Husbands of Hollywood
  - meilleure performance de doublage pour Comme des bêtes
- Kids' Choice Awards 2017 : 
  - voix préféré dans un film d'animation pour Comme des bêtes
  - meilleure alchimie à l'écran pour Mise à l'épreuve 2, nomination partagée avec Ice Cube
- People's Choice Awards 2017 : 
  - acteur de film préféré
  - voix préféré dans un film d'animation pour Comme des bêtes
  - acteur de télé préféré
  - collaboration comique préférée pour Conan, nomination partagée avec Ice Cube et Conan O'Brien
- Behind the Voice Actors Awards 2018 : meilleure performance de doublage masculine dans un film pour Capitaine Superslip
- Black Reel Awards 2018 : meilleure performance de doublage dans un film pour Capitaine Superslip
- Grammy Awards 2018 : meilleur album comique pour What Now?
- Kids' Choice Awards 2018 : Acteur de film préféré pour Jumanji : Bienvenue dans la jungle
- Legionnaires of Laughter Legacy Awards 2018 : meilleur stand-up masculin
- MTV Movie & TV Awards 2018 : meilleure distribution pour Jumanji : Bienvenue dans la jungle
- 20e cérémonie des Teen Choice Awards 2018 : meilleur acteur dans un film comique pour Jumanji : Bienvenue dans la jungle

## Voix françaises
En France, Jean-Baptiste Anoumon et Lucien Jean-Baptiste sont les voix françaises régulières de Kevin Hart. Karim Barras l'a également doublé à sept reprises.
Au Québec, il est régulièrement doublé par Martin Watier.